# أيوب بن سليمان
أيوب بن سليمان بن عبد الملك بن مروان بن الحكم بن أبي العاص الأموي (84 هـ - 98 هـ / 703م - 717م) أمير أموي، وقائد من القادة الشجعان في الدولة الأموية، وهو أكبر أبناء الخليفة سليمان بن عبد الملك، وكان أبوه يرشحه لولاية العهد من بعده لكنه توفي في حياة أبيه، فحزن عليه حزناً شديداً، وكان أبوه يوليه غزو الروم في زمانه قال البلاذري: «خرج سليمان بن عبد الملك إلى دابق ليغزي منها، فأغزاهم وجعل عليهم ابنه أيوب ومعه مسلمة بن عبد الملك». وفيه يقول الشاعر جرير يمدحه:
توفي وعمره أربعة عشراً عاماً وصلى عليه أبوه الخليفة سليمان بن عبد الملك ثم دفنه، ووقف على قبره وأنشد يقول
ثم قال عليك سلام الله أيوب، ولم يلبث سليمان بن عبد الملك إلا أن توفي بعده وبينهما اثنين وأربعين يوماً فقط.

## نسبه
- هو أيوب بن الخليفة سليمان بن الخليفة عبد الملك بن مروان بن الحكم بن أبي العاص الأموي القرشي.
- أمه هي أم أبان بنت خالد بن الحكم بن أبي العاص الأموية القرشية.[7]